# Stegt flæsk med persillesovs
Stegt flæsk med persillesovs er en dansk ret af ovn- eller pandestegte skiver flæsk, der serveres med kogte kartofler og persillesovs (bechamelsovs tilsat hakket persille). Den kan laves af kød fra stegestykket (fra siden af grisen) eller kogestykket (længere mod grisens mave og med lavere fedtindhold). Den kan ligeledes tilberedes med røget spæk og bacon; spækversionen kendes især på Fyn.[kilde mangler]
Retten har været kendt i Danmark mindst siden cirka 1890.
I 2014 lavede Ministeriet for Fødevarer, Landbrug og Fiskeri med fødevareminister Dan Jørgensen i spidsen en kampagne, som den 20. november 2014 skulle vælge Danmarks nationalret. Der var vidt forskellige meninger om den idé. Blandt andet spurgte Pia Kjærsgaard, om det var den bedste måde at benytte skattekroner på. 44 procent af stemmerne valgte stegt flæsk. Smørrebrød kom på en andenplads og hakkebøf på tredjepladsen.

## I populærkulturen
Dansktopduoen Jimi & René har indspillet sangen "Stegt flæsk med persillesovs" på deres album Jimi & René vol 4  (1990). Tobias Trier har også sunget en sang om retten. Chipsproducenten KiMs havde en overgang kartoffelchips med smag af stegt flæsk.